# برايان لويس (عداء سريع)
برايان لويس (بالإنجليزية: Brian Lewis) (و. 1974  م) هو عداء سريع، ومنافس ألعاب قوى أمريكي، ولد في ساكرامنتو، كاليفورنيا، شارك في الألعاب الأولمبية الصيفية 2000.

## روابط خارجية
- برايان لويس على موقع الاتحاد الدولي لألعاب القوى (الإنجليزية)
- برايان لويس على موقع اللجنة الأولمبية الدولية (الإنجليزية)
- برايان لويس على موقع أوليمبيديا (الإنجليزية)